# Pétur Halldórsson
Pétur Halldórsson (født 26. april 1887, død 26. november 1940) var en islandsk boghandler og politiker, der var borgmester i Reykjavík fra 1935 til sin død i 1940. Peter tog studentereksamen (stúdentspróf) fra Menntaskólinn í Reykjavík i 1907, og begyndte efterfølgende at studere ved Københavns Universitet, men opgav studierne efter et års tid. Han købte i stedet Sigfús Eymundssons Boghandel i 1909 og drev den resten af livet. Pétur Halldórsson var altingsmand for Selvstændighedspartiet i Reykjavík 1932-40.

## Familie
Pétur var søn af byrådsmedlemmet Halldór Jónsson, og far til tegneren Halldór Pétursson. Blandt hans mange søskende var Gunnar Halldórsson, der stiftede fodboldklubben Fram.